# فلوریس ایزولا
فلوریس ایزولا (انگلیسی: Floris Isola؛ زادهٔ ۳۱ اکتبر ۱۹۹۱) بازیکن فوتبال اهل فرانسه است.